# Såstaholm

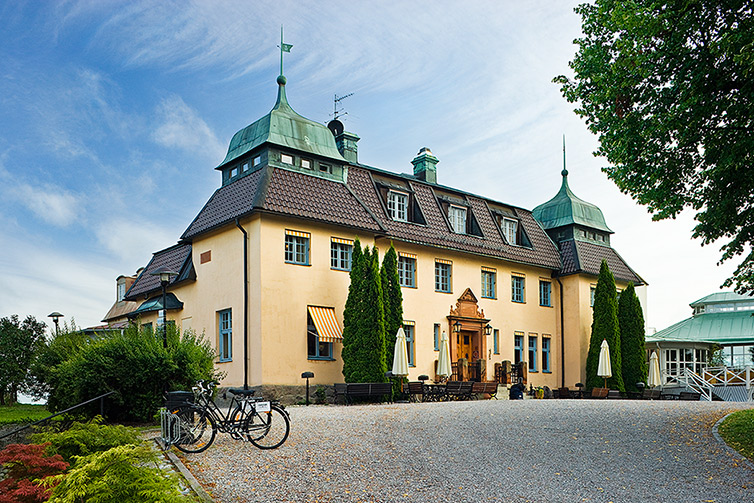
Såstaholms huvudbyggnad

Såstaholm är en herrgård innefattande ett hotell i Såsta i  Täby kommun. Gården var tidigare även känd som Såsta gård och Höstsol. 
Vid Broby bro strax intill gården finns gravfält och fornlämningar, samt runstenar från 1000-talet. 
Såsta gård har historia som börjar på 1600-talet men då brukades den av bönder i området. Såsta ägdes i slutet av 1700-talet av direktör J. Ackerman, därefter av översten Clas Adam Ehrengranat. Gården köptes 1828 av kontrollören A. Ekström, på 1840-talet av kammarjunkaren Christer Vilhelm von Köhler och ägdes 1863–1902 av plåtslagarmästaren K. Djurson.
I början av 1900-talet förvärvades gården av den tysk-svenske affärsmannen Max Sievert, som var den som lät uppföra den nuvarande herrgården enligt Gustaf de Frumeries ritningar.
Efter Max Sieverts död 1918 såldes egendomen vidare. De nya ägarna, Svenska Teaterförbundet, betalade 185 000 kronor för herrgården, 80 tunnland skog och 90 tunnland åker.
Söndagen den 8 september 1918 invigdes Pensionat Höstsol. Stiftelsen Höstsol verkade för att ge pensionerade scenkonstnärer någonstans att bo under ålderdomen. Till invigningen författades en vers av Daniel Fallström: Har du sett höstsol lysa på fasaden. Med vildvin flammande I blodets färg. Här ute stillhet fjärran från staden. Med skog i gult och fjärd i blått och färg
Till Höstsol anlände scenkonstnärerna; sångare, dansare, musiker och framförallt, skådespelare från den svenska teater- revy- och filmscenen. Höstsol blev under flera decennier en kär hemvist och en viktig institution i teatervärlden. Ofta fick Höstsol celebra besök, Gustav VI Adolf, Karl Gerhard och Zarah Leander för att nämna några.
Höstsol blomstrade i 60 år, men i början av 80-talet tvingades Teaterförbundet sälja. Scenkonstnärernas förbättrade levnadsvillkor hade gjort  det möjligt för flera att som pensionärer ha egen bostad. När Höstsol stängde 1981, hade sammanlagt 250 scenkonstnärer bott där.
År 1997 köptes Såstaholm av Winn Hotel Group AB. Idag heter anläggningen Såstaholm Hotell & Konferens.

## Såstaholms pris till Höstsols minne
Sedan år 2008 utdelar Såstaholm Hotell & Konferens tillsammans med Teaterförbundet årligen ett av Sveriges största scenkonstpriser, Såstaholms pris till Höstsols minne, om 50 000 kronor  till en ung talang inom svensk scenkonst. Pristagaren får dessutom inreda ett av hotellets rum i sin egen stil.